# 𐤆
La zain (también escrito zayn, zayin o zay, 𐤆‏‏‏) es la séptima letra del alfabeto fenicio. Representaba el sonido sibilante, alveolar, predorsal y sonoro transliterado como /z/, aunque otros autores defienden el sonido compuesto /dz/. De esta letra derivan la zain siríaca (ܙ), la zayin hebrea (ז), la zāī árabe (ﺯ), la zeta (Ζ) griega, la Z latina y З cirílica.

## Historia

### Origen
El signo protosinaítico podría haber tenido el nombre ziqq, basado en el jeroglífico egipcio de un grillete o de unas esposas.
La palabra fenicia recibe el nombre de una «espada» u otra arma. De hecho, en hebreo bíblico, zayin (זין) significa «espada» y su verbo derivado, lezayen (לזיין), «armar». Según Brian Colless, el glifo protocananeo se habría llamado ziqq y mostraría un «grillete».
Los fonemas del protosemítico septentrional dˤ y z se fusionaron en fenicio en z, sonido que comúnmente se otorga a esta letra. En árabe el equivalente al sonido dˤ antiguo aparece representado por la letra dhal (ذ).

### Evolución
| Fenicio | Púnico | Arameo   | Arameo  | Arameo | Arameo    |
| Fenicio | Púnico | Imperial | Nabateo | Hatreo | Palmireno |
| ------- | ------ | -------- | ------- | ------ | --------- |
|         |        |          |         |        |           |

## Descendientes

### Alfabeto árabe
En árabe esta letra se llama زين ['zajn] (zayn) o زي ['zaːj] (zāy) y es la undécima letra del alfabeto. Es una letra solar. Toma una forma idéntica a rā diferenciada por un punto superior, pero no es una letra derivada sino que ambas tienen un origen diferente que convergió en la misma forma, un caso similar al de gīm y ḥāʼ.
| Posición | Aislada | Final | Media | Inicial |
| -------- | ------- | ----- | ----- | ------- |
| Forma:   | ﺯ       | ـﺯ    | ـﺯـ   | ﺯـ      |

La zāy no se une a la siguiente letra de la palabra. Sí lo hace con la precedente, siempre que ésta no sea alif, dāl, ḏāl, rā, otra zāy o wāw, que nunca se unen a la letra posterior.

### Alfabeto hebreo
En hebreo se escribe como ז, su nombre completo es זַיִן, transcrito como zayin o zain.
La zayin representa el sonido de la consonante fricativa alveolar sonora (/z/). Cuando la zayin lleva un apóstrofo (' ז ) se pronuncia como fricativa postalveolar sonora similar a la jota catalana (jornada, jardín), por ejemplo en el nombre del escritor y político  זְאֵב זַ׳בּוֹטִינְסְקִי - Zeev Jabotinsky.

### Alfabeto siríaco
| Madnḫaya | Sero | Estrangela | Unicode |
| -------- | ---- | ---------- | ------- |
|          |      |            | ܙ       |

En alfabeto siríaco, la séptima letra es ܙ (en siríaco clásico: ܙܝܢ - zayn). El valor numérico de la zayn es 7. Proviene, por vía del alfabeto arameo de la letra fenicia zain.
Representa el sonido /z/.

## Unicode
| Carácter      | ז                   | ז                   | ز                  | ز                  | ܙ                  | ܙ                  | ࠆ                    | ࠆ                    |
| ------------- | ------------------- | ------------------- | ------------------ | ------------------ | ------------------ | ------------------ | -------------------- | -------------------- |
| Unicode       | HEBREW LETTER ZAYIN | HEBREW LETTER ZAYIN | ARABIC LETTER ZAIN | ARABIC LETTER ZAIN | SYRIAC LETTER ZAIN | SYRIAC LETTER ZAIN | SAMARITAN LETTER ZEN | SAMARITAN LETTER ZEN |
| Codificación  | decimal             | hex                 | decimal            | hex                | decimal            | hex                | decimal              | hex                  |
| Unicode       | 1494                | U+05D6              | 1586               | U+0632             | 1817               | U+0719             | 2054                 | U+0806               |
| UTF-8         | 215 150             | D7 96               | 216 178            | D8 B2              | 220 153            | DC 99              | 224 160 134          | E0 A0 86             |
| Ref. numérica | &#1494;             | &#x5D6;             | &#1586;            | &#x632;            | &#1817;            | &#x719;            | &#2054;              | &#x806;              |

| Carácter      | 𐎇                    | 𐎇                    | 𐡆                             | 𐡆                             | 𐤆                     | 𐤆                     |
| ------------- | -------------------- | -------------------- | ----------------------------- | ----------------------------- | --------------------- | --------------------- |
| Unicode       | UGARITIC LETTER ZETA | UGARITIC LETTER ZETA | IMPERIAL ARAMAIC LETTER ZAYIN | IMPERIAL ARAMAIC LETTER ZAYIN | PHOENICIAN LETTER ZAI | PHOENICIAN LETTER ZAI |
| Codificación  | decimal              | hex                  | decimal                       | hex                           | decimal               | hex                   |
| Unicode       | 66439                | U+10387              | 67654                         | U+10846                       | 67846                 | U+10906               |
| UTF-8         | 240 144 142 135      | F0 90 8E 87          | 240 144 161 134               | F0 90 A1 86                   | 240 144 164 134       | F0 90 A4 86           |
| Ref. numérica | &#66439;             | &#x10387;            | &#67654;                      | &#x10846;                     | &#67846;              | &#x10906;             |